# UJ-25 Skyline
UJ-25 Skyline (тр. «Ска́йлайн») — реактивний дрон-камікадзе виробництва українського підприємства «УкрДжет».

## Опис
Дрон є подібним до крилатої ракети з крилом зворотної стрілоподібності та V-подібним оперенням. Оснащений повітряно-реактивним двигуном.
Характеристики БПЛА достеменно невідомі, але припускається, що вони можуть бути подібними до характеристик UJ-23 Topaz, заявлених компанією як такі:
- Крейсерська швидкість: 600 км/год
- Максимальна швидкість: 800 км/год
- Час у повітрі: 90 хв
- Максимальна дальність: 800 км
- Бойова частина: 10 кг

За припущеннями, дрон також може бути малопомітним і потенційно може використовуватись як дрон-мішень для перенасичення російської протиповітряної оборони.

## Історія
Ймовірно, компанія «УкрДжет» розробила цей безпілотник на основі реактивного дрона-мішені UJ-23 Topaz, який відомий щонайменше з вересня 2022 року. За заявами компанії, UJ-23 міг бути переконфігурований для розвідувальних задач.
Вперше дрон з'явився на публіці в вересні 2023 року в інтерв'ю міністра цифрової трансформації України Михайла Федорова для CNN.
В кінці грудня 2023 року вперше стало відомо про бойове застосування, коли залишки дрона було знайдено в окупованому росіянами Бердянську.

## Оператори
- Україна